# Ocírroe (hija de Quirón)

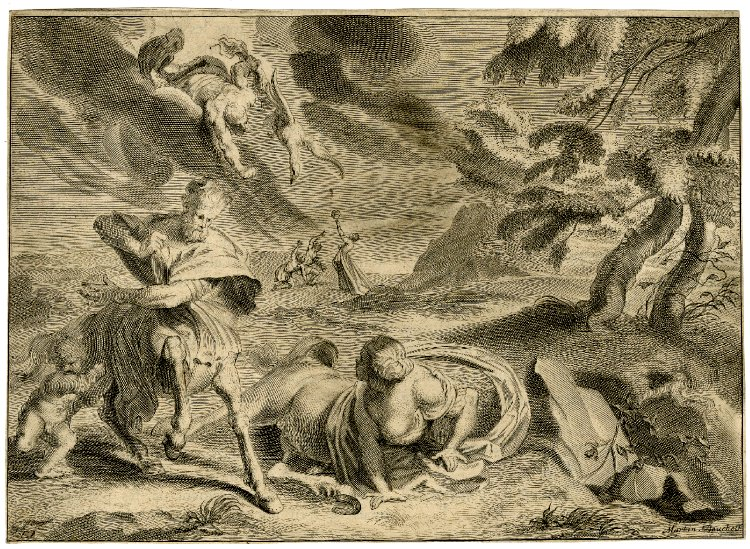
Ocírroe. Grabado de Martin Bouché. Ilustración de Las metamorfosis de Ovidio traducidas al francés por Pierre du Ryer, Bruselas, François Foppens, 1677. British Museum.

En la mitología griega, Ocírroe (en griego antiguo Ὠκυρ(ρ)όη/Ôkur(r)hoê, «corriente rápida») era hija del centauro Quirón y de la ninfa Cariclo, sólo mencionada por Ovidio. 
Su madre le puso dicho nombre porque la trajo al mundo a orillas de un arroyo de corriente rápida. Ocírroe, que poseía una cabellera rojiza que le cubría los hombros, no se contentaba con haber aprendido los saberes de su padre sino que también anunciaba los secretos del hado. Así, provista del don de la profecía, se apoderó de ella una locura vaticinadora. De Asclepio, que estaba siendo criado por Quirón, vaticinó que sería un sanador excelente e incluso que podría llegar a tener la capacidad de restaurar la vida, pero finalmente un rayo de Zeus acabaría con su vida. A continuación se dirigió a su padre y le profetizó que intercambiaría su inmortalidad a cambio de dejar de sufrir la agonía que le produciría el veneno de una serpiente. Ocírroe no tuvo tiempo para seguir profetizando y fue finalmente metamorfoseada en yegua, entre lamentos por haberse atrevido a revelar el secreto de los hados. Su nombre, desde entonces, sería Hipe (esto, es «yegua»). Quirón, entre lágrimas, rogaba a Apolo, padre de Asclepio, que le auxiliase, pero este no pudo intervenir porque se encontraba lejos y porque nadie podría desafiar la voluntad del mismísimo Zeus.
En otras fuentes a la hija de Quirón se la denomina como Melanipe, Evipe o Hipe.